# Jan Hasik
Jan Marian Hasik (ur. 15 marca 1922 w Rawiczu, zm. 7 października 2001 w Poznaniu) – polski lekarz, gastroenterolog, dietetyk i fitoterapeuta, nauczyciel akademicki, wykładowca Akademii Medycznej w Poznaniu, doktor honoris causa Uniwersytetu Marcina Lutra w Halle.

## Życiorys
Jan Hasik był synem Jana, urzędnika pocztowego z Rawicza, i Teodozji. W rodzinnym mieście ukończył szkołę powszechną i cztery klasy gimnazjum, po czym w 1938 roku zdał egzamin konkursowy do V kompanii Korpusu Kadetów nr 2 im. Marszałka Rydza-Śmigłego w Rawiczu. W kampanii wrześniowej 1939 roku, ewakuowany z Korpusem Kadetów do Lwowa, uczestniczył w walkach w obronie tego miasta. W grudniu 1939 roku powrócił do Rawicza, gdzie podczas okupacji pracował fizycznie.
W styczniu 1945 roku podjął przerwaną przez wojnę naukę w Państwowym Gimnazjum i Liceum w Rawiczu, gdzie w lipcu tegoż roku złożył egzamin maturalny. W latach 1945–1952 studiował na Wydziale Lekarskim Uniwersytetu Poznańskiego i Akademii Medycznej w Poznaniu. Od października 1951 roku pracował w II Klinice Chorób Wewnętrznych, kierowanej przez profesora Jana Roguskiego. Od 1952 roku należał do PZPR.
Po uzyskaniu specjalizacji I i II stopnia w zakresie chorób wewnętrznych, w 1959 roku uzyskał stopień doktora medycyny, na podstawie pracy Kwas askorbinowy w przewlekłej niewydolności krążenia, a w 1964 roku habilitację, na podstawie rozprawy Zmiany hemodynamiczne u chorych z nadczynnością tarczycy i czerwienicy prawdziwej leczonych izotopami promieniotwórczymi. W latach 1959–1960 przebywał na stypendium w klinice w Bernie. 1 kwietnia 1970 roku został kierownikiem Kliniki Gastroenterologii Instytutu Chorób Wewnętrznych Akademii Medycznej w Poznaniu, wkrótce także zastępcą dyrektora Instytutu. We wrześniu 1972 roku został mianowany profesorem nadzwyczajnym. W tym samym roku został prodziekanem, a w latach 1975–1981 pełnił funkcję dziekana Wydziału Lekarskiego Akademii Medycznej. Zorganizował Wojewódzki Ośrodek Dietetyczny przy II Klinice Chorób Wewnętrznych, obejmując w nim stanowisko zastępcy kierownika, a następnie kierownika. 4 czerwca 1980 roku uzyskał tytuł profesora zwyczajnego. W 1985 roku został dyrektorem Instytutu Chorób Wewnętrznych.
Był autorem bądź współautorem 595 publikacji naukowych lub popularnonaukowych, w tym 83 książek, pierwszym autorem podręczników Podstawy dietetyki oraz Dietetyka i autorem monografii Podstawy żywienia człowieka chorego (2001). Uczestniczył w około 220 kongresach, konferencjach i sympozjach naukowych, krajowych i zagranicznych. Był aktywnym członkiem Polskiego Towarzystwa Lekarskiego (od 1991 roku członkiem honorowym), Towarzystwa Internistów Polskich i Polskiego Towarzystwa Gastroenterologicznego, przewodniczącym Komisji Dietetyki Polskiej Akademii Nauk, wiceprzewodniczącym Komitetu Żywienia Człowieka i Fizjopatologii Żywienia oraz członkiem Prezydium Komitetu Medycyny Doświadczalnej PAN, przewodniczącym Rady Naukowej Instytutu Balneoklimatycznego w Poznaniu, członkiem Rady Naukowej Instytutu Żywności i Żywienia w Warszawie, Instytutu Przemysłu Zielarskiego oraz Instytutu Przemysłu Ziemniaczanego i Koncentratów Spożywczych w Poznaniu. Od 1991 roku był członkiem New York Academy of Science. Pełnił funkcję pełnomocnika rektora Akademii Medycznej do spraw kontaktów z Uniwersytetem Marcina Lutra w Halle, w 1997 roku otrzymał doktorat honorowy tej uczelni.
W 1989 roku doprowadził do reaktywacji czasopisma „Nowiny Lekarskie” i został jego redaktorem naczelnym. Był również członkiem rad i kolegiów redakcyjnych czasopism naukowych „Gastroenterologia Polska”, „Acta Endoscopica Polona”, „Herba Polonica”, „Postępy Fitoterapii”. Własnym nakładem wydał autobiograficzną książkę Rawicz, moja miłość. Był odznaczony między innymi Krzyżami Kawalerskim i Oficerskim Orderu Odrodzenia Polski oraz Krzyżem Walecznych.
Zmarł 7 października 2001 roku w Poznaniu i został pochowany na Cmentarzu na Junikowie.